# Saleh al-Arouri
Saleh al-Arouri (àrab: صالح محمد سليمان العاروري, Ṣāliḥ Muḥammad Sulaymān al-ʿĀrūrī), amb el sobrenom Abu Muhammad (àrab: أبو محمد, Abū Muḥammad) (Ramal·lah, 19 d'agost del 1966 - Dahieh, 2 de gener del 2024) va ser un polític palestí, dirigent històric de Hamàs i el comandant fundador de les Brigades Izz ad-Din al-Qassam. El govern dels Estats Units l'acusà d'haver estat «un cap militar d'alt rang que es remunta al seu paper de líder de les cèl·lules estudiantils de Hamàs a la Universitat d'Hebron a principis dels anys 1990».

## Biografia
El novembre de 1990 Al-Arouri va ser arrestat per les autoritats israelianes. Va passar sis mesos a la presó i va ser detingut de nou poc després. Inicialment en detenció preventiva, va passar 15 anys a la presó pel seu paper de lideratge de Hamàs.
El 2007, Al-Arouri va ser arrestat de nou per les autoritats israelianes i alliberat el març de 2010, probablement pel seu paper decisiu en l'alliberament del soldat israelià Gilad Shalit que va ser capturat per Hamàs el 2006. Més endavant, Al-Arouri va ser expulsat de Gaza, ja que es considerava que la seva presència representava una amenaça per a Israel.
Quan va sortir de la presó el 2007 va declarar que havia abjurat de la lluita armada, afirmant que Hamàs «surt perjudicat si apuntem als civils». Va ser deportat per Israel poc després de ser alliberat de la presó i es va traslladar a Damasc, on es va unir a l'oficina política de Hamàs dirigida per Khaled Mashal. Quan Mashal va deixar Damasc al començament de la Guerra Civil siriana, Al-Arouri es va traslladar a Istanbul, on va establir la seva pròpia oficina. Ynet News va informar que la marxa d'Al-Arouri de Turquia el desembre de 2015 formava part dels esforços de reconciliació entre Turquia i Israel, i que s'havia discutit durant la reunió celebrada a principis de desembre entre el president turc Recep Tayyip Erdoğan, el primer ministre turc Ahmet Davutoğlu i el líder polític de Hamàs, Khaled Mashal.

### Lideratge
Al-Arouri se solia representar com un líder pragmàtic, en contrast amb la política de línia dura del lideratge de Hamàs. Per a Matthew Levitt, de l'Institut de Washington per a la Política del Pròxim Orient, Al-Arouri «ha estat una figura clau darrere dels esforços de Hamàs per a rejovenir les xarxes terroristes del grup a Cisjordània». Levitt assegurava que havia enviat «dotzenes d'agents» a Israel per a dur a terme el segrest d'israelians amb l'objectiu d'intercanviar-los per presos palestins.
Algunes de les activitats de les Brigades Izz ad-Din al-Qassam van tenir com a objectiu establir una cèl·lula de Hamàs a Hebron especialitzada en el segrest de soldats israelians. De fet, Hamàs creu que aquesta estratègia és una de les més efectives per assegurar l'alliberament dels presos polítics palestins. El 2013, les Forces de Defensa d'Israel i el Xin Bet van arrestar 20 militants de Hamàs que havien estat assistits per operatius de Hamàs a l'estranger amb «orientació i finançament». Les autoritats israelianes van revelar que el contacte principal de la cèl·lula a l'estranger havia estat Husam Badran, que va ser alliberat el 2011 i exiliat a Qatar com a part de l'acord per Gilad Shalit.
Al-Arouri va afirmar en una conferència a Turquia el 20 d'agost de 2014 que Hamàs va ser responsable del segrest i assassinat de tres adolescents israelians de 2014. Tanmateix, la seva afirmació va ser posada en dubte.
Al-Arouri va ser considerat l'autor d'una sèrie recent d'atacs terroristes contra israelians, inclòs el tiroteig de Shvut Rachel del 2015 i el tiroteig de Danny Gonen. El seu enfocament se centrava en la construcció de la capacitat militar de Hamàs a Cisjordània mitjançant el contraban d'armes i l'establiment de cèl·lules dorments. El 2011, Al-Arouri va facilitar les transferències de fons a les famílies de palestins condemnats i d'oficials de Hamàs morts en coordinació amb l'oficial financer de Hamàs amb seu a l'Aràbia Saudita, Mahir Salah.
Les autoritats estatunidenques també van plantejar que, a partir del 2014, Al-Arouri liderava una iniciativa de Hamàs que hauria desestabilitzat l'Autoritat Nacional Palestina i hauria preparat la presa de poder de Hamàs. A més, Al-Arouri suposadament «va finançar i dirigir una cèl·lula de Hamàs a Cisjordània que pretenia instigar enfrontaments entre les forces israelianes i palestines».
El 2 de gener de 2024, en el marc de la Guerra entre Israel i Gaza, Hamàs va confirmar la mort del seu número 2, Saleh Al-Arouri, en un atac amb drons contra una oficina del grup als afores de Beirut, la capital del Líban, on vivia exiliat, quan s'hi feia una reunió entre faccions palestines. En l'atac, que també va dirigir-se contra vehicles estacionats al davant, van resultar mortes a més altres cinc persones i diverses més van resultar ferides, segons va informar l'Agència Nacional de Notícies del Líban. El primer ministre del Líban, Najib Mikati, va condemnar els fets qualificant-los de «nou crim israelià» així com d'intent perquè el Líban entrés en guerra, després del primer atac obert i directe de l'estat d'Israel a la capital libanesa d'ençà de la guerra del 2006.